# قائمة رؤساء فيجي
رئيس جمهورية فيجي هو المصنب الأعلى في فيجي ويعينه البرلمان في ولايته تستمر 3 سنين بحسب دستور عام 2013. رغم كون منصب الرئيس ذو صفة تشريفية إلا أن الرئيس يشغل أيضا منصب القائد العام للقوات المسلحة.
الرئيس الحالي هو راتو نايكاما لالابالافو والذي انتخب في 31 أكتوبر 2024، وأدى اليمين الدستورية في 12 نوفمبر 2024.

## قائمة رؤساء فيجي (1987 – الآن)
أعلنت فيجي جمهورية في 7 أكتوبر 1987، بعد انقلاب عسكريين على النظام الملكي الفيجي.
| رقم | الصورة | الاسم (الولادة–الوفاة)                                                         | بداية الفترة                              | نهاية الفترة   | المدة             | الانتماء السياسي | الانتماء السياسي                       | الانتخابات  | رئيس الوزراء                    |
| --- | ------ | ------------------------------------------------------------------------------ | ----------------------------------------- | -------------- | ----------------- | ---------------- | -------------------------------------- | ----------- | ------------------------------- |
| -   |        | اللواء سيتيفيني رابوكا رئيس الحكومة العسكرية المؤقتة بالنيابة (1948-)          | 7 أكتوبر 1987                             | 5 ديسمبر 1987  | 59 أيام           |                  | القوات المسلحة الفيجية                 | —           | —                               |
| 1   |        | راتو سير بينايا غانيلو (1918-1993                                              | 5 ديسمبر 1987                             | 15 ديسمبر 1993 | 6 سنوات و10 أيام  |                  | مستقل                                  | 1987        | مارا سيتيفيني رابوكا            |
| 2   |        | راتو سير كاميسيز مارا (1920-2004)                                              | 16 ديسمبر 1993 بالوكالة حتى 18 يناير 1994 | 29 مايو 2000 ‏  | 6 سنوات و165 أيام |                  | مستقل                                  | 1994        | رابوكا ماهيندرا شوذري مومويدونو |
| -   |        | عميد بحري فرانك باينيماراما رئيس الحكومة العسكرية المؤقتة بالنيابة (1954-)     | 29 مايو 2000                              | 13 يوليو 2000  | 45 أيام           |                  | القوات المسلحة الفيجية                 | —           | كاراسي                          |
| 3   |        | راتو جوزيفا إيلويلو (1920 -2011)                                               | 13 يوليو 2000                             | 5 ديسمبر 2006  | 6 سنوات و145 أيام |                  | مستقل                                  | 2000 ‏ 2006 ‏ | كاراسي مومويدونو كاراسي         |
| -   |        | العميد البحري فرانك باينيماراما رئيس الحكومة العسكرية المؤقتة بالنيابة (1954-) | 5 ديسمبر 2006                             | 4 يناير 2007   | 30 أيام           |                  | القوات المسلحة الفيجية                 | —           | سينيلاجاكالي                    |
| 4   |        | راتو جوزيفا إيلويلو (1920 -2011)                                               | 4 يناير 2007                              | 30 يوليو 2009  | 2 سنوات و207 أيام |                  | مستقل                                  | —           | فرانك باينيماراما               |
| 5   |        | راتو عميد إبيلي نايلاتيكاو (1941-)                                             | 30 يوليو 2009 بالوكالة حتى 5 نوفمبر 2009  | 12 نوفمبر 2015 | 6 سنوات و105 أيام |                  | مستقل                                  | 2009        | باينيماراما                     |
| 6   |        | الجنرال العام جورج كونروت (1947-)                                              | 12 نوفمبر 2015                            | 12 نوفمبر 2021 | 6 سنوات           |                  | فيجي أولا                              | 2015 2018   | باينيماراما                     |
| 7   |        | راتو وليام كاتونيفيري (1964-)                                                  | 12 نوفمبر 2021                            | 12 نوفمبر 2024 | 3 سنوات           |                  | تحالف الشعب (حزب فيجي أولاً ‏) (2021–24) | 2021        | باينيماراما رابوكا              |
| 8   |        | راتو نايكاما لالابالافو (1953-)                                                | 12 نوفمبر 2024                            | الحالي         | 129 أيام          |                  | تحالف الشعب                            | 2024        | رابوكا                          |